# Wouter van der Gevel
Wouter (Wout) van der Gevel (Rotterdam, 13 augustus 1915 – Den Haag, 15 november 1967) was een Nederlandse onderwijzer, bestuurder en politicus voor de Partij van de Arbeid (PvdA).

## Levensloop
Wouter van der Gevel werd geboren als een zoon van de smid Wouter van der Gevel en Sijgje Elizabeth de Ruiter. Na de Meer uitgebreid lager onderwijs studeerde hij aan de Kweekschool voor onderwijzers. Hij begon zijn carrière als onderwijzer te Den Haag. Daarna was hij schooldirecteur van de Openbare lagere school te Den Haag. Tot 1966 was van der Gevel werkzaam als voorzitter van de Nederlandse Onderwijzersvereniging en van 1 mei 1966 tot 15 november 1967 was hij voorzitter van de Algemene Onderwijsbond. Van 8 juni 1965 tot 15 november 1967 functioneerde hij als lid van de Tweede Kamer der Staten-Generaal.

## Persoonlijk
Op 6 augustus 1941 te Rotterdam trouwde Wouter van der Gevel met Johanna Geertruida Breur en samen hadden ze vier kinderen, onder wie Leny Jansen-van der Gevel.
- Biografisch Portaal: 75496608
- Parlement.com: vg09ll10qp47